# Eurycotis abdominalis
Eurycotis abdominalis es una especie de cucaracha terrestre del género Eurycotis, familia Blattidae, orden Blattodea. Fue descrita científicamente por Hebard en 1916.

## Distribución
Se distribuye por América Central.